# Llanera, Asturias
Llanera là một đô thị trong cộng đồng tự trị của Công quốc Asturias, Tây Ban Nha.

## Giáo khu
| - Ables - Arlós - Bonielles - Cayés | - Ferroñes - Lugo de Llanera - Pruvia - Rondiella | - San Cucufate de Llanera - Santa Cruz de Llanera - Villardeveyo |